# Razisea
Razisea es un género de plantas fanerógamas perteneciente a la familia Acanthaceae. El género tiene cinco especies de hierbas. Se distribuye desde Guatemala a Colombia.

## Descripción
Son arbustos, que alcanzan un tamaño de hasta 2.5 m de alto; tallos jóvenes cuadrangulares, pilosos. Hojas elípticas a ovadas, 9.5–29 cm de largo y 3.5–8.5 cm de ancho, ápice acuminado, base atenuada, aguda, obtusa o redondeada, márgenes enteros a ligeramente crenados. Inflorescencias en racimos terminales, con flores numerosas, solitarias o en fascículos; corola bilabiada, infundibuliforme, ascendente, ligeramente curvada hacia un lado, de color rojo brillant. Frutos claviformes, 20–22 mm de largo, glabros.

## Taxonomía
El género fue descrito por  Anders Sandoe Oersted y publicado en Videnskabelige Meddelelser fra Dansk Naturhistorisk Forening i Kjøbenhavn 1854(8–12): 142. 1855. La especie tipo es: Herpetacanthus longiflorus Nees.

## Especies
- Razisea citrina
- Razisea ericae
- Razisea spicata
- Razisea villosa
- Razisea wilburii